# Scytodes arwa
Scytodes arwa är en spindelart som beskrevs av Rheims, Brescovit och van Harten 2006. Scytodes arwa ingår i släktet Scytodes och familjen spottspindlar. Inga underarter finns listade i Catalogue of Life.